# Dołno Jabyłkowo
Dołno Jabyłkowo (bułg. Долно Ябълково) – wieś w Bułgarii, w obwodzie Burgas, w gminie Sredec. W 2023 roku liczyła 33 mieszkańców.